# Чендравасих (полуостров)

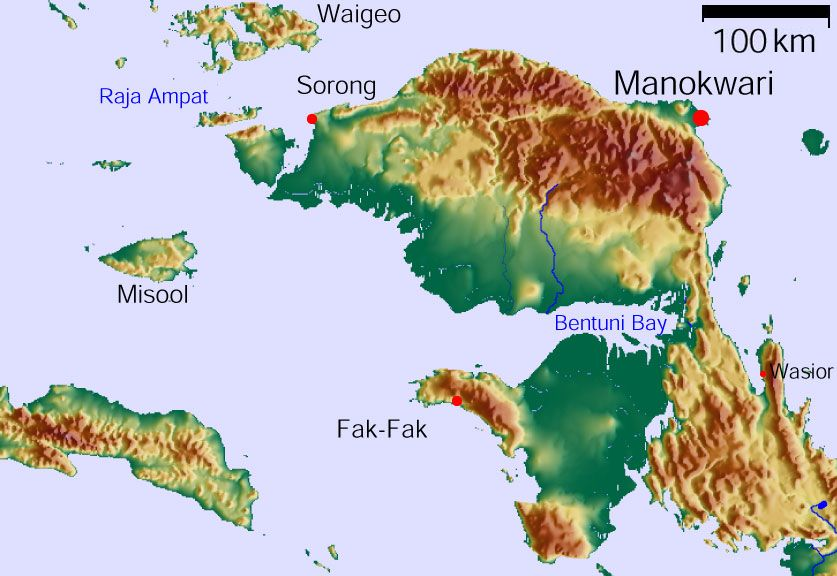
Полуостров Чендравасих

Чендрава́сих (индон. Semenanjung Cendrawasih), или Добера́й (индон. Semenanjung Doberai) — крупный полуостров на северо-западе острова Новая Гвинея. Территория полуострова разделена между двумя провинциями Индонезии: западные районы входят в состав провинции Юго-Западное Папуа, восточные — в состав провинции Западное Папуа.
Длина около 350 км, ширина до 200 км. Отделен от основной части острова перешейком шириной до 20 км. С востока омывается одноимённым заливом Чендравасих. На севере и востоке — горы высотой до 3100 м (г. Гвамонга), на юге — низменность, на юго-востоке — полуостров Бомберай. Влажные тропические леса, на юге сильно заболоченные. Тропическое земледелие. Месторождения нефти (Кламоно, Могои, Васиан). На западе — порт Соронг.

## Названия
Этот полуостров отличается редким многообразием названий на разных языках. Многие из них означают в переводе «Птичья Голова» (по форме полуострова, напоминающего голову сидящей птицы): англ. Bird’s Head, нидерл. Vogelkop, нем. Vogelkopf, индон. Kepala Burung, пол. Ptasia Głowa. Многие из этих названий могут встречаться в русской транскрипции в отечественной литературе: Бёдз-Хед, Вогелкоп, Фогелькопф. Кроме того, существует название «Доберай». На русскоязычных картах принято писать: п-ов Чендравасих (Доберай).